# ثيوتشاريس

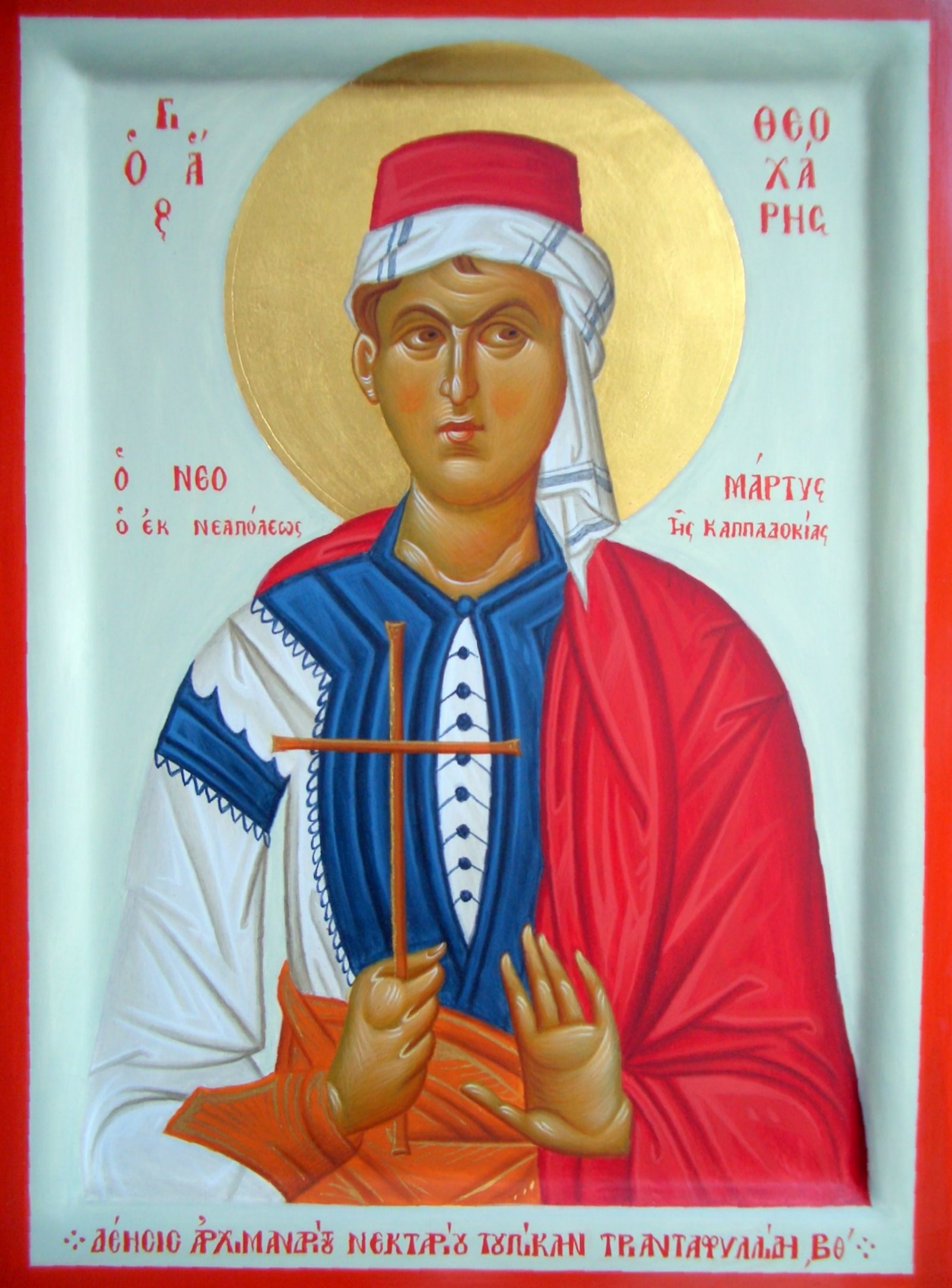
أيقونة أرثوذكسية تصور ثيوتشاريس.

القديس ثيوتشاريس من نوشهر (باليونانيَّة: Ὁ Ἅγιος Θεοχάρης ὁ Μάρτυρας ὁ Νεαπολίτης) هو قديس في الكنيسة اليونانية الأرثوذكسية. يُعتبر شهيدًا جديدًا حيث ضحى بحياته لرفضه اعتناق الإسلام. ويحتفل في ذكراه في يوم 20 أغسطس.

## السيرة الشخصية
ولد ثيوتشاريس في نوشهر الواقعة في الأناضول. تيتم ثيوتشاريس في سن مبكرة. ومع وضع الدولة العثمانية في حالة حرب، تم نقل ثيوكاريس الشاب إلى معسكر اعتقال للصبيان المسيحيين. هناك، تم رصده من قبل حاكم نوشهرالذي أعجب بالفتى، وبالتالي أخرج المحافظ ثيوتشاريس من المخيم وأعاده للعمل في حوزته.
لقد أحب الحاكم وزوجته ثيوتشاريس لدرجة أنهم قرروا تقديم ابنتهم إليه للزواج، بشرط أن يعتنق الإسلام. رفض ثيوتشاريس اعتناق الإسلام. ولذا فقد هدد الحاكم ثيوتشاريس بالجوع والتعذيب والموت. تم رجمه ثم شنقه ظهرًا في 20 أغسطس من عام 1740.